# Det lille Kunstnerhjem, Vindheimar
Det lille Kunstnerhjem, Vindheimar, som blev oprettet 21. juni 2010, rummer efterladte værker af det nordiske kunstnerægtepar, Alfred I. Jensen, f. 18. september 1917, d. 3. december 2006, og hans første hustru, Maria H. Ólafsdóttir, f. 6. maj 1921, d. 24. juli 1979.
De købte det faldefærdige smedehus i Næsby syd for Susåen i 1963, reparerede det og indrettede det som sommerhus, så de og deres to døtre, som ellers boede på Frederiksberg i København, kunne få frisk luft i lungerne og sol på kroppen. De kaldte huset Vindheimar efter hendes fødegård i Island.
Efter Marias død flyttede Alfred permanent til Vindheimar, og da han selv døde som 89-årig, efterlod han over 300 oliemalerier, samt såkaldte 'brændebilleder' og en stor mængde kunst på papir til sin anden hustru, jordemoder/cand.mag. Jytte Aagot Møller.

Museet er åbent efter aftale.

## Ekstern henvisning
- Alfred - Det lille kunstnerhjem Vindheimar Arkiveret 3. juni 2017 hos  Wayback Machine

|  | Denne artikel om en bygning eller et bygningsværk kan blive bedre, hvis der indsættes et (bedre) billede. Du kan hjælpe ved at afsøge Wikimedia Commons for et passende billede eller lægge et op på Wikimedia Commons med en af de tilladte licenser og indsætte det i artiklen. |

55°22′23″N 11°37′58″Ø / 55.37317°N 11.63281°Ø